# Maurice El Médioni
Maurice El Médioni, né le 18 octobre 1928 à Oran en Algérie française et mort le 25 mars 2024 en Israël, est un pianiste compositeur interprète franco-algérien de musique andalouse et de raï.
Fondateur du pianoriental, il est l’un des interprètes et représentants les plus importants de la musique arabo-andalouse et séfarade. Il a joué avec des artistes comme Lili Labassi, Line Monty, Lili Boniche, Cheb Khaled, Samy Elmaghribi ou encore Reinette l’Oranaise. Il est également connu pour avoir participé au projet El Gusto.

## Biographie
Maurice El Médioni naît à Oran au sein d’une famille juive séfarade d’Algérie de musiciens (son oncle est le musicien Messaoud Médioni dit Saoud l'Oranais) du quartier juif d'Oran.
Très jeune, il s'intéresse à la musique. Ainsi, il apprend le piano en autodidacte à l'âge de 9 ans sur un piano désaccordé acheté par son frère aux puces.
En 1942, les troupes américaines s'installent à Oran et le jeune Maurice, âgé de 14 ans à l'époque, découvre au contact des G.I.'s le jazz, le boogie-woogie et la musique portoricaine.
Dans sa ville natale, dans les années 1950, il commence par façonner progressivement les nouveaux sons du raï.
En 1961, Maurice El Médioni quitte l’Algérie pour émigrer en Israël où il séjournera quelque temps avant de s’installer en France, à Paris puis à Marseille où il a vécu et travaillé jusqu'à sa mort.
Amateur de jazz, Maurice El Médioni s'intéressera également au boogie-woogie et à la musique latine et deviendra l’inventeur du style pianoriental (fusion de jazz et de rumba transposant le quart de ton du oud arabe sur le clavier occidental, pour le mâtiner de jazz, de boogie-woogie et de tempos latinos). Il a accompagné régulièrement Fouad Didi lors de concerts de musique arabo-andalouse.
En 2006, à l'âge de 78 ans, Maurice El Médioni publie son quatrième album, enregistré à New York avec le groupe cubain de Roberto Rodriguez, un percussionniste cubain new-yorkais. Ce dernier dira de lui : « Maurice El Medioni est un vrai original. Dans sa musique, on entend de tout : de la liturgie juive au raï, des romances espagnoles à la salsa, jusqu’au jitterbug et au jazz. La musique est aussi riche et exquise que celle des grands musiciens originaires de Cuba... En écoutant sa musique, la connexion entre arabe et sépharade est devenue très claire ; il y a la présence forte des rythmes africains et de belles et romantiques mélodies, comme dans une chanson cubaine. ».
Le 9 août 2012, il est victime d'un accident vasculaire cérébral après avoir donné un concert à Vence dans le cadre du festival les Nuits du Sud.
Il meurt à l'âge de 95 ans en Israël le 25 mars 2024.

## Discographie
- Maurice El Medioni meets Roberto Rodriguez Descarga Oriental. The New York Sessions (Piranha Muzik, 2006)
- Pianoriental (Buda Musique, 2000)
- Samai andalou (Magda, 2000)
- Café Oran (Piranha Muzik / Night & Day, 1997)

## Récompenses
- 2007 World Music Award de la BBC catégorie Culture Crossing pour son album Descarga Oriental avec Roberto Rodriguez[5]